# Gunther Gottlieb
Gunther Gottlieb (* 3. Februar 1935 in Hanau) ist ein deutscher Althistoriker.

## Leben
Gunther Gottlieb studierte Geschichte, Klassische Philologie und Politikwissenschaft an der Universität Frankfurt am Main, der FU Berlin und der Albert-Ludwigs-Universität Freiburg. 1962 wurde er in Frankfurt mit der Arbeit Das Verhältnis der außerherodoteischen Überlieferung zu Herodot. Untersucht an historischen Stoffen aus der griechischen Geschichte promoviert. Danach war er als Wissenschaftlicher Assistent an der Universität Heidelberg tätig, wo er sich 1971 zum Thema Ambrosius von Mailand und Kaiser Gratian habilitierte. Er lehrte zunächst als Privatdozent, bis er 1975 an die Universität Augsburg auf den Lehrstuhl für Alte Geschichte berufen wurde. Dort lehrte er bis zu seiner Emeritierung 2001. Sein Nachfolger wurde 2003 Gregor Weber.
Von 1993 bis 1995 und April 1999 bis März 2001 war Gottlieb Prorektor der Universität und in dieser Funktion für den Bereich „Lehre und Studierende“ zuständig. Nach dem neuen bayerischen Hochschulgesetz bildete er mit dem Kanzler und einem weiteren Prorektor während seiner zweiten Amtszeit das Leitungsgremium der Universität. Seit 1978 koordinierte er die Zusammenarbeit der Universität Augsburg mit der Josip-Juraj-Strossmayer-Universität Osijek in Osijek. Von der Osijeker Universität erhielt er 1993 auch die Ehrendoktorwürde.
Gottliebs Forschungsschwerpunkte liegen auf den Gebieten der römischen Provinzialgeschichte, des frühen Christentums und der alten Kirche sowie ihres Verhältnisses zum antiken Staat.

## Schriften
- Das Verhältnis der ausserherodoteischen Überlieferung zu Herodot. Untersucht an historischen Stoffen aus der griechischen Geschichte (= Habelts Dissertationsdrucke. Reihe Alte Geschichte. Heft 1). Habelt, Bonn 1963.
- Timuchen. Ein Beitrag zum griechischen Staatsrecht (= Sitzungsberichte der Heidelberger Akademie der Wissenschaften, Philosophisch-Historische Klasse. Jahrgang 1967, Abhandlung 3). C. Winter, Heidelberg 1967.
- Ambrosius von Mailand und Kaiser Gratian (= Hypomnemata. Heft 40). Vandenhoeck und Ruprecht, Göttingen 1973, ISBN 3-525-25132-7.
- mit Camilla Dirlmeier: Quellen zur Geschichte der Alamannen. Teil 1: Von Cassius Dio bis Ammianus Marcellinus. Thorbecke, Sigmaringen 1976, ISBN 3-7995-6301-6.
- mit Camilla Dirlmeier: Quellen zur Geschichte der Alamannen. Teil 2: Von Libanios bis Gregor von Tours. Thorbecke, Sigmaringen 1978, ISBN 3-7995-6303-2.
- Ost und West in der christlichen Kirche des 4. und 5. Jahrhunderts (= Schriften der Philosophischen Fachbereiche der Universität Augsburg. Nummer 12). Vögel, München 1978, ISBN 3-920896-44-0.
- mit Adalberto Giovannini: Thukydides und die Anfänge der athenischen Arche (= Sitzungsberichte der Heidelberger Akademie der Wissenschaften, Philosophisch-Historische Klasse. Jahrgang 1980, Abhandlung 7). Winter, Heidelberg 1980, ISBN 3-533-02898-4.
- Das römische Augsburg. Historische und methodische Probleme einer Stadtgeschichte (= Schriften der Philosophischen Fakultäten der Universität Augsburg. Nummer 21). Vögel, München 1981, ISBN 3-920896-65-3 (2., erweiterte Auflage, ebenda 1984).
- als Herausgeber: Geschichte der Stadt Augsburg von der Römerzeit bis zur Gegenwart. Theiss, Stuttgart 1984, ISBN 3-8062-0283-4.
- als Herausgeber: Raumordnung im Römischen Reich. Zur regionalen Gliederung in den gallischen Provinzen, in Rätien, Noricum und Pannonien (= Schriften der Philosophischen Fakultäten der Universität Augsburg. Nummer 38). Vögel, München 1989, ISBN 3-925355-13-8.
- Christentum und Kirche in den ersten drei Jahrhunderten (Heidelberger Studienhefte zur Altertumswissenschaft). Winter, Heidelberg 1991, ISBN 3-533-04483-1.
- als Herausgeber mit Pedro Barceló: Christen und Heiden in Staat und Gesellschaft des zweiten bis vierten Jahrhunderts. Gedanken und Thesen zu einem schwierigen Verhältnis (= Schriften der Philosophischen Fakultäten der Universität Augsburg. Nummer 44). Vögel, München 1992, ISBN 3-925355-44-8.
- Von der Macht der Geschichte. Drei Beiträge zum theoretischen und praktischen Umgang mit der Geschichte (= Schriften der Philosophischen Fakultäten der Universität Augsburg. Nummer 55). Vögel, München 1997, ISBN 3-89650-033-3.
- Europa in der Defensive. Die Spiegelung von Vergangenheit und Gegenwart in frühneuzeitlichen Herodotübersetzungen (= Braunschweiger Museumsvorträge. Nummer 3). Braunschweigisches Landesmuseum, Braunschweig 2002, ISBN 3-927939-59-5.
- mit Veit Rosenberger: Christentum und Kirche im 4. und 5. Jahrhundert (Heidelberger Studienhefte zur Altertumswissenschaft). Winter, Heidelberg 2003, ISBN 3-8253-1523-1.
- Von Homer bis Theodosius dem Großen. Sechzehn historische Fiktionen mit Themen der griechischen und römischen Geschichte (= Braunschweiger Beiträge zur Kulturgeschichte. Band 6). Peter Lang, Frankfurt am Main 2016, ISBN 978-3-631-64717-2.